# 维克多·特雷森
维克多·特雷森（Victor Drazen）是美国电视连续剧《24》中的虚构角色，是第一季的关键人物。

## 简介
维克多·特雷森在第一季中的前半部分的情节中并没有直接出现, 一直存在于相关人物的交谈和言论中。 在前半部分可以得知的关于他的信息是：塞尔维亚政治人物， 前南斯拉夫解体后在波斯尼亚， 科索沃，南斯拉夫均有一定影响力。 在前南斯拉夫内战中犯有种族清洗的罪行。已婚，有两个儿子和一个女儿， 妻子姓名未提及，两个儿子分别是安德雷·特雷森（Andre Drazen）和爱力西斯·特雷森（Alexis Drazen），而女儿的名字则在第15集的时候，由两个儿子交谈时提到过， 为玛提娜·特雷森（具体英文拼写不详）。 
在第一季剧情开始前两年， 大卫·帕默参议员是美国参议院内一个特殊委员会的主任，他授权杰克·鲍尔招募并训练一支7人特种部队进入科索沃，将维克多·特雷森炸死。 在行动中仅有杰克·鲍尔生还。 并且杰克·鲍尔和大卫·帕默都认为他们成功的除掉了维克多·特雷森。
但是在第20集中， 杰克·鲍尔追查恐怖分子的活动到了一个美国国防部的秘密地下小型监狱， 才惊奇的发现维克多·特雷森根本没有死， 他被美国军方活捉并且秘密运往美国囚禁，只有国防部的一些高官得知他的存在。当年杰克·鲍尔炸死的不过是他的一个替身，他的妻子和女儿。
与此同时，安德雷·特雷森带领恐怖分子营救维克多·特雷森的行动开始，他们成功的攻入监狱，救出维克多·特雷森并且活捉杰克·鲍尔。 与此同时，他们派恐怖分子截击了运送杰克·鲍尔女儿金·鲍尔的警车，杀死两名警察并绑架了金·鲍尔。
维克多·特雷森被恐怖分子救出后， 到了他的一个朋友家，更衣并进餐。 但是杰克·鲍尔企图以挟持他的这个朋友的女儿来脱险。 但是维克多·特雷森开枪打死了人质以及他的这位“老朋友”，重新将杰克·鲍尔捉拿。
随后，维克多·特雷森决定以杰克·鲍尔来交换前些时间因受伤被反恐局居留的他的一个儿子爱力西斯·特雷森。 一开始反恐局因受到国防部的压力，不愿意进行交换。 但是尼娜·迈尔斯通过大卫·帕默施压。大卫·帕默利诱当时反恐局落衫矶主管乔治·梅森当选后升职，使得乔治·梅森决定违反命令进行交易。
双方交易后，维克多·特雷森命令杰克·鲍尔携带一个有爆炸装置的电话去和大卫·帕默会面。但是最后一刻杰克·鲍尔掩护了大卫·帕默。
维克多·特雷森交换回来的爱力西斯·特雷森因医疗条件不足，最终死亡。 而杰克·鲍尔孤身一人返回来，要求以自己的命换取女儿的性命。维克多·特雷森同意了，但是没多久金·鲍尔自行逃走。维克多·特雷森丧失了所有的筹码。
但是维克多·特雷森命令尼娜·迈尔斯向杰克·鲍尔撒谎，令杰克·鲍尔继续前来，以便杀死他。
在最后一集，杰克·鲍尔冲入维克多·特雷森所在的船坞， 杀死7人。并且最终将维克多·特雷森和安德雷·特雷森枪杀。
| 前任： 无 | 《24》主要反派 第一季 | 繼任： 彼得·金士利 |